# 雅克·桑特
雅克·桑特（法語：Jacques Santer，1937年5月18日—），生於瓦瑟比利希，1979年任财政大臣，1984年7月任卢森堡首相兼国务和财政大臣。1995年至1999年任欧洲联盟委员会主席。

## 荣誉

### 外国勋章奖章
- 旭日大绶章（日本，2015年11月3日公布[1]）